# Zamek w Kajaani

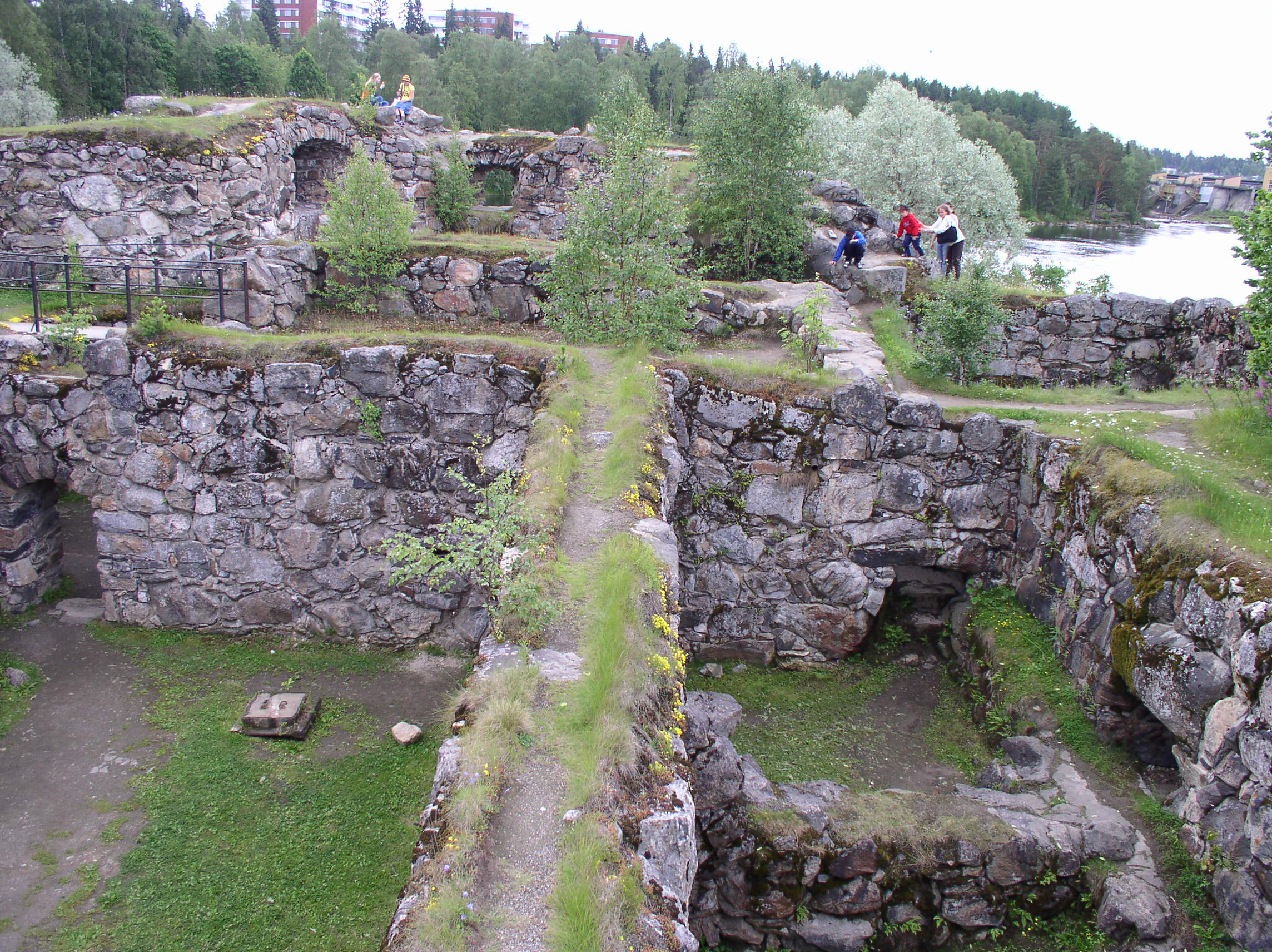
Ruiny zamku w Kajaani w 2003 roku

Zamek w Kajaani (fiń. Kajaanin linna, szw. Kajaneborg, Kajaneborgs slott,  Cajanaborg) – forteca wybudowana w mieście Kajaani na wyspie tuż poniżej progu rzecznego Ämmäkoski na rzece Kajaaninjoki w Finlandii. Obecnie w ruinie. Zamek służył jako centrum administracyjne regionu, struktura obronna, a także więzienie, którego najbardziej znanym penitencjariuszem był szwedzki historyk i dramaturg Johannes Messenius. To najdalej wysunięty na północ zamek w historii Europy, aczkolwiek najdalej wysuniętym na północ zamkiem, który nie jest zrujnowany i stoi do dziś, jest zamek Olavinlinna, także położony w Finlandii.
Budowa zamku na Ämmäkoski rozpoczęła się w 1604 roku i została zakończona w roku 1619. Składał się wówczas z kamiennego muru obronnego, dwóch baszt oraz drewnianych zabudowań w obrębie murów. W latach pięćdziesiątych XVII wieku z inicjatywy Pera Brahe rozpoczęto zakończoną w 1666 rozbudowę fortecy, podczas której m.in. wymieniono wiele drewnianych konstrukcji na murowane.
Podczas III wojny północnej zamek oblegały przez kilka miesięcy wojska rosyjskie. Po wyczerpaniu zapasów jedzenia, amunicji i drewna opałowego załoga zamku poddała się w 1716 r., a wkrótce potem budowla została wysadzona w powietrze przez Rosjan.
W 1845 wyspę, na której znajdowały się ruiny zamku, wykorzystano do budowy pierwszego drewnianego mostu przez Kajaaninjoki. W roku 1917 obok zamku postawiono elektrownię wodną. W 1937 wybudowano kolejny, tym razem betonowy, most, zwany Linnansilta (most zamkowy). Po przerzuceniu innych mostów przez rzekę, linnansilta zaczęła tracić na znaczeniu i obecnie władze rozważają zniszczenie go i zajęcie się ruinami zamku, by uczynić go przyjaźniejszym turystyce.